# 日鷉科
日鷉科（“鷉”读音tī）为鹤形目的一科，现仅存2属3种。分布于美洲、非洲和东南亚的热带水域。状似秧鸡，拥有较长的颈部，尾宽，喙尖锐。善于游泳和潜水。
- 非洲鳍趾鷉（Podica senegalensis），分布于非洲
- 日鷉（Heliornis fulica），分布于美洲
- 亚洲鳍趾鷉（Heliopais personata），分布于东南亚